# متحف أنوخين

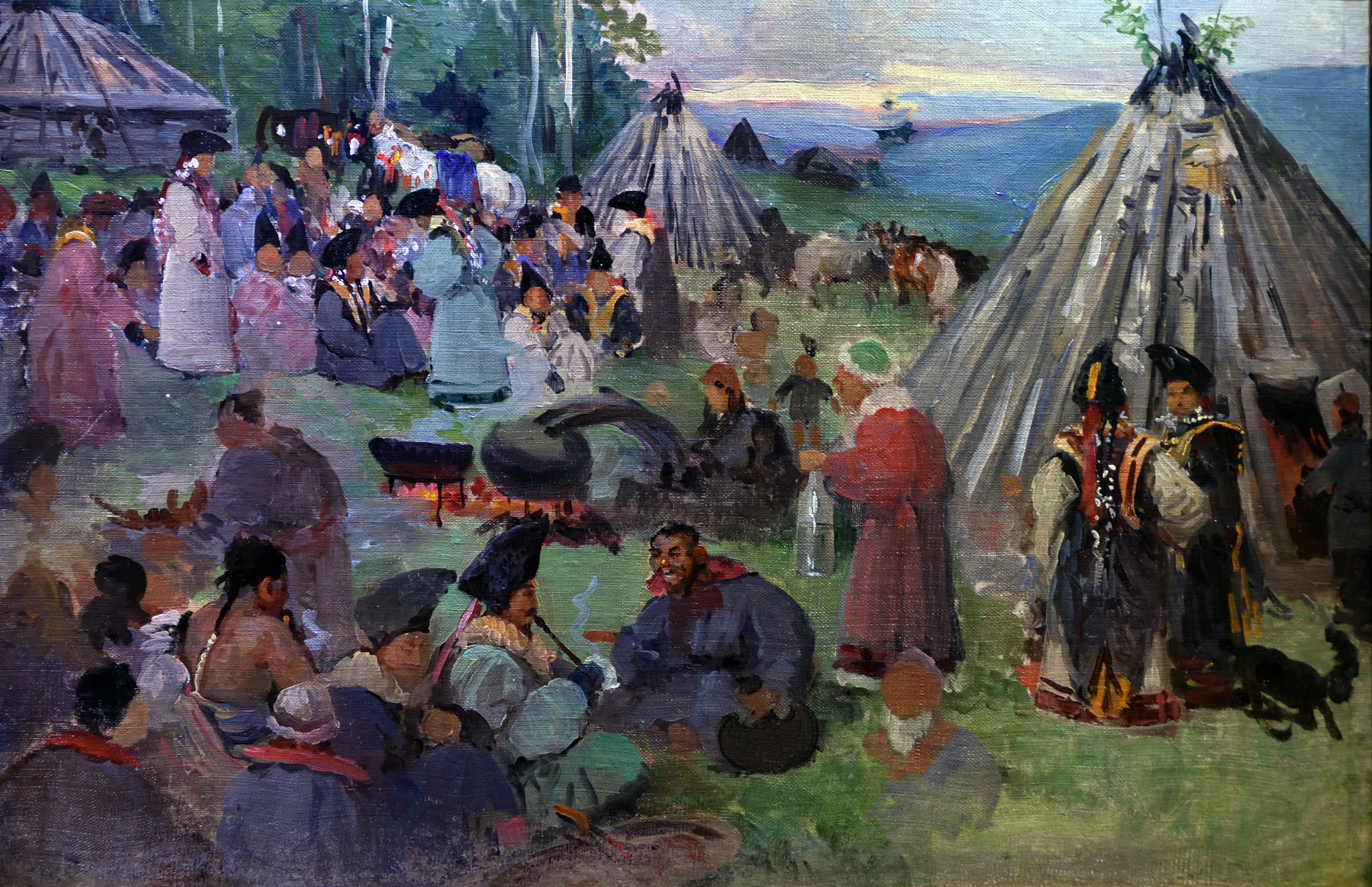
صورة في متحف انوخين الذي يقع في مدينة غورنو الواقعة في جمهورية ألطاي في الاتحاد الروسي

متحف أنوخين (بالروسية: Национальный музей республики имени А.В. Анохина) هو متحف وطني يقع في مدينة غورنو في مقاطعة ألتايسك الواقعة في جمهورية ألطاي، في الاتحاد الروسي.

## معلومات عامة
متحف أنوخين هو متحف وطني للجمهورية، يقع في عاصمة جمهورية ألطاي غورنو ألتايسك، في الحدود الصينية والمنغولية للاتحاد الروسي. وافتُتِحَ في عام 2012، بمُساعدة ماليَّة لشركة غازبروم وغيرها، وسُميَ تيمنًا بأندرو أنوخين عالم الأعراق والاستتراك.
يعرض المتحف «سيبيريا آيس العذراء» الشهيرة ويحمل مجموعة أثرية كبيرة. عنوانها هو: كورس جوركينا ul. ، د. 46- غورنو-التايسك 659700 ، روسيا

## المعارض
- سيبيريا الجليد البكر
- لوحات غريغوري غوركين